# Beuvraignes
Beuvraignes é uma comuna francesa na região administrativa de Altos da França, no departamento de Somme. Estende-se por uma área de 14,45 km². Em 2010 a comuna tinha 864 habitantes (densidade: 59,8 hab./km²).